# Lac Ventadour (La Tuque)
Pour les articles homonymes, voir Ventadour.
Le lac Ventadour constitue le principal lac de tête de la rivière Bostonnais. Ce lac est situé dans La Tuque, en Mauricie, au Québec, au Canada. Le territoire autour du lac est surtout administré par la Zec Kiskissink.

## Géographie
Le sud du lac Ventadour est situé à 20 km (en ligne directe) au nord-est du village de Lac-Édouard, à 60,6 km à l'Est du Centre-ville de La Tuque et à 63 km au sud-ouest du Lac Saint-Jean.
Le lac Ventadour épouse la forme d'un canard en vol, atterrissant vers l'ouest, vu de profil. Le bec étant positionné vers le nord, qui constitue aussi l'embouchure du lac. Ce lac a une longueur de 4,6 km dans le sens nord-sud et une largeur maximale de 1,3 km (vis-à-vis deux baies). Un long détroit de 2,3 km (comportant un coude de 90 degrés après 0,9 km) est situé au nord-est ; ce détroit simule les ailes du canard.
À l'extrême sud du lac Ventadour se déverse le ruisseau de décharge (long de 2,6 km) du "lac du Chalet". Plusieurs dizaines de lacs à proximité de ce dernier lac font partie d'un bassin versant ou l'autre à cause de la ligne de départage des eaux.
Les lacs Vendatour, Lac Lescarbot, Kiskissink et un segment de la rivière Bostonnais forment sur 23 km dans le sens sud-nord une chaîne de plans d'eau qui se décharge dans la rivière Bostonnais par le nord, laquelle coule vers la rivière Saint-Maurice où elle se déverse à La Tuque.
Cette chaîne de plans d'eau est située en parallèle à l'ouest de la rivière Métabetchouane. À l'opposé, cette dernière se décharge dans le lac Saint-Jean. La distance entre la rivière Métabetchouane et ces principaux lacs est de : lac Kiskissink (La Tuque) (2,5 km), lac Lescarbot (4,8 km) et le lac Ventadour (5,4 km).
Ainsi, dans l'histoire amérindienne, ainsi qu'à l'époque des courreurs de bois pratiquant la traite des fourrures, ce secteur était propice au transfert d'un bassin versant à l'autre : celui de la rivière Métabetchouane et de la rivière Saint-Maurice.

## Toponymie
Le toponyme "Lac Ventadour" rend hommage à Henri de Lévis (1596-1651), 13e duc de Ventadour et pair de France, prince de Maubuisson, comte de la Voulte, seigneur de Cheylard, Vauvert et autres lieux, lieutenant général du roi Louis XIII en Languedoc, allié des Condé, vice-roi de la Nouvelle-France (1625-31).
Après avoir servi la patrie comme soldat, il entre dans les ordres et en 1625 il achète à son oncle, le duc Henri II de Montmorency, la vice-royauté de la Nouvelle-France, dans le but de financer des missions jésuites. C’est également un des fondateurs de la compagnie du Saint-Sacrement, en 1627. En 1650 il devient chanoine de Notre-Dame de Paris.
Ce toponyme a été inscrit officiellement le 5 décembre 1968 à la Banque des noms de lieux de la Commission de toponymie du Québec.